# Celaena semiconfluens
Celaena semiconfluens là một loài bướm đêm trong họ Noctuidae.